# Aeroportul Municipal Belleville
Aeroportul Municipal Belleville (IATA: RPB, ICAO: KRPB, FAA LID: RPB) este un aeroport din Kansas, Statele Unite ale Americii ce deservește zona Belleville⁠(d). A fost numit după zona deservită.
Situat la o altitudine de 468 m, aeroportul dispune de 2 piste.

## Infrastructură

### Piste
Aeroportul dispune de 2 piste. Pista 14/32 are suprafața de Iarbă și dimensiunile 1.415 picioare × 100 picioare. Pista 18/36 are suprafața de asfalt și dimensiunile 3.500 picioare × 60 picioare. 